# 多布任的謝莫維特
多布任的謝莫維特（波蘭語：Siemowit dobrzyński，約1265年—1312年），多布任公爵，庫亞維公爵卡齊米日一世的幼子、波蘭國王瓦迪斯瓦夫一世的弟弟。

## 家庭
1296年左右，謝莫維特與加里西亞國王列夫一世的女兒安娜斯塔西婭結婚，兩人共有三個兒子：
1. 萊謝克（英语：Leszek of Dobrzyń）（約1302年—1316年），早逝
2. 瓦迪斯瓦夫（約1303年—1351/52年）
3. 波列斯瓦夫（英语：Bolesław of Dobrzyń）（約1304年—約1328年）